# Eridolius frontator
Eridolius frontator là một loài tò vò trong họ Ichneumonidae.